# Mölschow
Mölschow település Németországban, Mecklenburg-Elő-Pomeránia tartományban. Lakosainak száma 817 fő (2023. december 31.).

## Népesség
A település népességének változása:
| Lakosok száma | 801  | 795  | 782  | 787  | 812  | 817  |
|               | 2014 | 2017 | 2019 | 2021 | 2022 | 2023 |